# Samuel Livermore
Pour les articles homonymes, voir Livermore (homonymie).
Samuel Livermore (14 mai 1732 - 18 mai 1803) était un homme politique américain. Il a été sénateur américain du New Hampshire de 1793 à 1801 et a servi comme président pro tempore du Sénat des États-Unis en 1796 et de nouveau en 1799.

## Vie et carrière
Livermore est né à Waltham dans la province de la baie du Massachusetts. Il est diplômé du College du New Jersey (aujourd’hui l’Université de Princeton) en 1752, puis étudie le droit, est admis au barreau en 1756 et commence à pratiquer à Waltham. Il s’installe à Portsmouth en 1758 et plus tard à Londonderry. Il est membre de la Cour générale du New Hampshire (l’assemblée générale de l’État) de 1768 à 1769. Il est juge-avocat à la cour de l’Amirauté et procureur général de 1769 à 1774. Il s’installe à Holderness en 1775 et est procureur de l’État pendant trois ans.
Livermore fut membre du Congrès continental de 1780 à 1782 et de nouveau de 1785 à 1786. Il est juge en chef de la Cour supérieure de justice du New Hampshire de 1782 à 1789 et membre de la convention constitutionnelle de l’État en 1788. Il a été élu à la Chambre des représentants des États-Unis pour les premier et deuxième congrès, siégeant du 4 mars 1789 au 4 mars 1793. Il a été président de la commission électorale de la Chambre lors du deuxième Congrès.
Livermore a été président de la convention constitutionnelle de l’État en 1791 et en 1792 a été élu comme fédéraliste au Sénat des États-Unis et a été réélu en 1798 et a servi du 4 mars 1793 jusqu’à sa démission effective le 12 juin 1801, en raison de problèmes de santé. Il a été président pro tempore du Sénat lors des quatrième et sixième congrès. La ville disparue de Livermore, dans le New Hampshire, a été nommée en son honneur.
Livermore meurt à Holderness, dans le New Hampshire, et est enterré au cimetière de Trinity. Il figure sur un marqueur historique du New Hampshire (numéro 39) le long de la New Hampshire Route 175 à Holderness.

### Source
- (en) Cet article est partiellement ou en totalité issu de l’article de Wikipédia en anglais intitulé « Samuel Livermore » (voir la liste des auteurs).